# Andrei Medvedev
Andrei Medvedev (Андрій Медведєв, Kiev, 31 de Agosto de 1974) é um ex-tenista profissional ucraniano.
É tricampeão do torneio de Hamburg Masters- 1994, 1995 e 1997.
Foi o algoz brasileiro em Roland Garros 1999, ao derrotar Gustavo Kuerten nas quartas de final, e Fernando Meligeni na semifinal. Vencia a final por 2 sets a 0, mas Andre Agassi virou o jogo para 3 a 2 e sagrou-se campeão.

## Grand Slam finais

### Simples: 1 (0–1)
| Resultado | Ano  | Campeonato       | Piso   | Oponente     | Placar                  |
| Vice      | 1999 | Aberto da França | Saibro | Andre Agassi | 6–1, 6–2, 4–6, 3–6, 4–6 |

## Masters Series finais

### Simples: 5 (4–1)
| Resultado | Ano  | Campeonato   | Piso    | Oponente           | Placar             |
| Vice      | 1993 | Paris        | Carpete | Goran Ivanišević   | 4–6, 2–6, 6–7(2–7) |
| Campeão   | 1994 | Monte Carlo  | Saibro  | Sergi Bruguera     | 7–5, 6–1, 6–3      |
| Campeão   | 1994 | Hamburgo     | Saibro  | Yevgeny Kafelnikov | 6–4, 6–4, 3–6, 6–3 |
| Campeão   | 1995 | Hamburgo (2) | Saibro  | Goran Ivanišević   | 6–3, 6–2, 6–1      |
| Campeão   | 1997 | Hamburgo (3) | Saibro  | Félix Mantilla     | 6–0, 6–4, 6–2      |

## Ligações Externas
- Perfil na ATP